# Mustavaara (kulle i Finland, Norra Österbotten, Koillismaa, lat 65,75, long 29,12)
Mustavaara är en kulle i Finland. Den ligger i Kuusamo och landskapet Norra Österbotten, i den nordöstra delen av landet, 600 km norr om huvudstaden Helsingfors. Toppen på Mustavaara är 290 meter över havet.
Terrängen runt Mustavaara är platt. Runt Mustavaara är det mycket glesbefolkat, med 2 invånare per kvadratkilometer.